# Josip Pivarić
Josip Pivarić, né le 30 janvier 1989 à Zagreb en Yougoslavie (aujourd'hui en Croatie), est un footballeur international croate évoluant au poste d'arrière gauche au Lokomotiva Zagreb

## Biographie

### En club
Le 28 avril 2012, il inscrit avec le Dinamo Zagreb deux buts au sein du championnat de Croatie, contre le club d'Istra Pula (victoire 4-1). 
Pivarić inscrit son premier but en Ligue des champions le 19 août 2015, sur la pelouse de l'équipe albanaise du Skënderbeu Korçë (victoire 1-2).
Quelques semaines plus tard, le 16 septembre, il marque un autre but européen contre le club anglais d'Arsenal (victoire 2-1), permettant au Dinamo Zagreb d'obtenir son premier succès en phase de groupes depuis 1999.
En août 2017, il s'engage pour trois saisons en faveur du Dynamo Kiev.

### En équipe nationale
Il joue son premier match avec l'équipe de Croatie le 14 août 2013, en amical contre le Liechtenstein (victoire 2-3 à Vaduz).
Il joue ensuite lors de l'année 2015, deux matchs contre la Bulgarie et Malte, rentrant dans le cadre des éliminatoires de l'Euro 2016. Il s'agit de deux victoires.
Lors de l'année 2016, il dispute trois matchs rentrant dans le cadre des éliminatoires du mondial 2018, contre le Kosovo, la Finlande, et l'Islande. Il s'agit de trois victoires.

## Palmarès
Avec le Dinamo Zagreb
- Champion de Croatie en 2012, 2013, 2014, 2015 et 2016
- Vainqueur de la Coupe de Croatie en 2012 et 2015

## Statistiques
Le tableau ci-dessous récapitule les statistiques de Josip Pivarić lors de sa carrière professionnelle en club et en sélection :
| Saison                | Club                     | Championnat           | Championnat | Championnat | Coupe(s) nationale(s) | Coupe(s) nationale(s) | Supercoupe | Supercoupe | Compétition(s) continentale(s) | Compétition(s) continentale(s) | Compétition(s) continentale(s) | Croatie | Croatie | Total | Total |
| Saison                | Club                     | Division              | M.          | B.          | M.                    | B.                    | M.         | B.         | Comp.                          | M.                             | B.                             | M.      | B.      | M.    | B.    |
| 2008-2009             | Lokomotiva Zagreb (prêt) | 2                     | 13          | 0           | -                     | -                     | -          | -          | -                              | -                              | -                              | -       | -       | 13    | 0     |
| 2009-2010             | Lokomotiva Zagreb (prêt) | 1                     | 9           | 0           | -                     | -                     | -          | -          | -                              | -                              | -                              | -       | -       | 9     | 0     |
| 2010-2011             | Lokomotiva Zagreb (prêt) | 1                     | 29          | 0           | 1                     | 0                     | -          | -          | -                              | -                              | -                              | -       | -       | 30    | 0     |
| 2011-2012             | Lokomotiva Zagreb (prêt) | 1                     | 16          | 0           | -                     | -                     | -          | -          | -                              | -                              | -                              | -       | -       | 16    | 0     |
| Sous-total            | Sous-total               | Sous-total            | 67          | 0           | 1                     | 0                     | -          | -          | -                              | -                              | -                              | -       | -       | 68    | 0     |
| 2011-2012             | Dinamo Zagreb            | 1                     | 10          | 3           | 5                     | 0                     | -          | -          | -                              | -                              | -                              | -       | -       | 15    | 3     |
| 2012-2013             | Dinamo Zagreb            | 1                     | 28          | 3           | 1                     | 0                     | -          | -          | C1                             | 11                             | 0                              | -       | -       | 40    | 3     |
| 2013-2014             | Dinamo Zagreb            | 1                     | 22          | 1           | 5                     | 0                     | -          | -          | C1+C3                          | 5+3                            | 0+0                            | 2       | 0       | 37    | 1     |
| 2014-2015             | Dinamo Zagreb            | 1                     | 16          | 0           | 4                     | 0                     | 1          | 0          | C1+C3                          | 2+7                            | 0+0                            | -       | -       | 30    | 0     |
| 2015-2016             | Dinamo Zagreb            | 1                     | 15          | 0           | -                     | -                     | -          | -          | C1                             | 11                             | 2                              | 3       | 0       | 29    | 2     |
| 2016-2017             | Dinamo Zagreb            | 1                     | 24          | 1           | 3                     | 0                     | -          | -          | C1                             | 8                              | 0                              | 9       | 0       | 44    | 1     |
| Sous-total            | Sous-total               | Sous-total            | 115         | 8           | 18                    | 0                     | 1          | 0          | -                              | 47                             | 2                              | 14      | 0       | 195   | 10    |
| 2017-2018             | Dynamo Kiev              | 1                     | 21          | 0           | 3                     | 0                     | -          | -          | C3                             | 8                              | 0                              | 5       | 0       | 37    | 0     |
| 2018-2019             | Dynamo Kiev              | 1                     | 6           | 0           | 1                     | 0                     | -          | -          | C1+C3                          | 3+2                            | 0+0                            | 7       | 0       | 19    | 0     |
| 2019-2020             | Dynamo Kiev              | 1                     | 2           | 0           | 1                     | 0                     | -          | -          | -                              | -                              | -                              | -       | -       | 3     | 0     |
| Sous-total            | Sous-total               | Sous-total            | 29          | 0           | 5                     | 0                     | -          | -          | -                              | 13                             | 0                              | 12      | 0       | 59    | 0     |
| Total sur la carrière | Total sur la carrière    | Total sur la carrière | 211         | 8           | 24                    | 0                     | 1          | 0          | -                              | 60                             | 2                              | 26      | 0       | 322   | 10    |